# HD 45067
HD 45067，又名BD-00 1287，SAO 133229、HR 2313，是一颗恒星，视星等为5.87，位于銀經210.78，銀緯-6.25，其B1900.0坐标为赤經6h 20m 9.7s，赤緯-0° -6.25′ 5″。